# (469987) 2006 HJ123
(469987) 2006 HJ123 est un objet transneptunien du groupe dynamique des plutinos. 

## Caractéristiques
2006 HJ123 mesure environ 283 km de diamètre, mesure obtenue par le télescope Herschel.